# Выборы главы (раиса) Республики Татарстан (2025)
Очередные выборы главы (раиса) Республики Татарстан состоятся в Республике Татарстан 14 сентября 2025 года в единый день голосования.

## Предшествующие события
Должность главы Республики Татарстан с 25 марта 2010 года занимает Рустам Минниханов. По возвращении губернаторских выборов Минниханов уверенно победил на них в 2015 и 2020 годах, набрав 94,4 % и 83,27 % голосов соответственно.
Первоначально президент Республики Татарстан был ограничен двумя сроками подряд, поэтому Минниханов не смог бы баллотироваться на новый срок в 2025 год. Однако в декабре 2021 года был принят закон «Об общих принципах организации публичной власти в субъектах Российской Федерации», который снял ограничения по срокам для российских губернаторов и при этом запретил называть главу субъекта РФ «президентом». Татарстан последовал примеру и снял ограничения, что позволило Минниханову баллотироваться в 2025 году. Также, согласно данному закону, в феврале 2023 года Государственный Совет Республики Татарстан переименовал должность «президент Республики Татарстан» в «главу (раиса) Республики Татарстан», несмотря на изначальное нежелание властей Татарстана. 
По состоянию на 2025 год Минниханов является вторым по продолжительности пребывания на посту главой субъекта РФ после Рамзана Кадырова, занимающего пост главы Чеченской Республики с 2007 года.

## Кандидаты
Согласно закону о выборах, кандидаты на пост главы Республики Татарстан могут быть выдвинуты только зарегистрированными политическими партиями. Кандидатом может быть гражданин России, постоянно проживающий на территории страны, достигший 30-летнего возраста на день голосования, обладающий пассивным избирательным правом и не имеющий иностранного гражданства или вида на жительство. Каждому кандидату для регистрации необходимо собрать не менее 5 % подписей депутатов и глав муниципальных образований. 
Партии «Справедливая Россия — За правду» и «Новые люди» отказались выдвигать своих кандидатов на выборах главы Татарстана.
| Кандидат | Кандидат                      | Должность (на момент выдвижения) | Субъект выдвижения | Статус          | Кандидаты в Совет Федерации |
| -------- | ----------------------------- | --- | ------------------ | --------------- | --------------------------- |
|          | Рустам Нургалиевич Минниханов | действующий глава Республики Татарстан | «Единая Россия»    | зарегистрирован |                             |
|          | Хафиз Гаязович Миргалимов     | первый секретарь Татарстанского рескома КПРФ, депутат Государственного Совета Республики Татарстан                                                           | КПРФ               | зарегистрирован |                             |
|          | Виталий Николаевич Смирнов    | председатель правления Татарстанского регионального отделения РППС, депутат Совета Большеякинского сельского поселения Зеленодольского муниципального района | Партия пенсионеров | зарегистрирован |                             |
|          | Руслан Рафаилевич Юсупов      | координатор Татарстанского отделения партии ЛДПР, депутат Государственного Совета Республики Татарстан, первый заместитель директора ООО «Байлык № 3»        | ЛДПР               | зарегистрирован |                             |